# Acordulecera gregalis
Acordulecera gregalis – gatunek błonkówki z rodziny Pergidae.

## Taksonomia
Gatunek ten został opisany w 1906 roku przez Friedricha Konowa. Jako miejsce typowe podano brazylijski stan Pará. Syntypem był samiec. 

## Zasięg występowania
Ameryka Południowa, znany jedynie ze stanu Pará w płn. Brazylii.